# Sabrina Gandolfi
Sabrina Gandolfi (Bollate, 7 novembre 1968) è una conduttrice televisiva e giornalista italiana.

## Biografia
Ha esordito in televisione nel 1989 affiancando Mike Bongiorno nel quiz televisivo del giovedì sera Telemike per tutta la stagione 1989-90. Negli anni novanta ha lavorato in alcune televisioni locali partecipando e conducendo alcuni programmi calcistici, mentre nel 1999 diventa giornalista professionista e passa al circuito nazionale Italia 7 Gold, visibile su tutto il territorio nazionale, dove è una dei responsabili del programma storico sportivo dell'emittente Diretta stadio... ed è subito goal!, e conduce il notiziario sportivo della rete Tg Settesport.
A partire dal 2003 fa parte della redazione di Rai Sport e diventa una delle principali croniste del programma Domenica Sprint di Fabrizio Maffei. Negli anni seguenti sarà presente in quasi tutti i programmi sportivi Rai, come Dribbling e La Domenica Sportiva. Nel 2007 torna alla conduzione in Rai con la versione estiva di La domenica sportiva, che condurrà anche nell'estate 2008 e 2009. Dal 2008 conduce con Paolo Paganini Sabato Sprint con gli ospiti fissi Sandro Mazzola e Pietro Vierchowod.
Nel 2010, partecipando a Mondiale Rai Sprint e Mondiale Rai Sera, trasmissioni condotte da Marco Mazzocchi, si occupa, come addetta allo schermo tattile, delle notizie scovate in Rete riguardanti le varie nazionali partecipanti al mondiale. Nel 2012 da Cracovia conduce Casa Azzurri per gli Europei. Dal novembre 2012 è anche membro della Commissione Pari Opportunità dell'Usigrai, il sindacato dei giornalisti RAI. Nel 2012-13 e nel 2013-14 è sola alla conduzione di Sabato Sprint. Nella stagione 2014-15 è alla conduzione de La Domenica Sportiva, mentre dal settembre dello stesso anno le vengono affidate le interviste post partita delle partite ufficiali ed amichevoli della Nazionale. Nel 2017 torna a condurre la versione estiva de La Domenica Sportiva. A febbraio 2018 conduce gli studi mattutini e pomeridiani delle Olimpiadi Invernali di Pyongchang su Rai 2 e su Rai Sport + HD. Nella stagione 2019-2020, in seguito al emergenza COVID-19, ha condotto nuovamente La Domenica Sportiva al posto di Jacopo Volpi e Paola Ferrari. Nella stagione 2020-21 si occupa, in studio, delle gare della Coppa del Mondo di sci alpino, insieme a Paolo De Chiesa, dei match pomeridiano dell’Europeo di calcio e dell’Olimpiade di Tokyo.